# Cross Roads
Pour les articles homonymes, voir Crossroads.
Cross Roads est une communauté dans le comté de Queens de l'Île-du-Prince-Édouard, au sud-est de Charlottetown.